# مجدي عبد الغني
مجدي عبد الغني سيد أحمد لاعب كرة قدم مصري سابق من مواليد 27 يوليو عام 1959 م بمدينة القاهرة.
مجدي عبد الغني ولقبه «البلدوزر». كان لاعب خط وسط سابق بالنادي الأهلي في حقبة الثمانينات (الجيل الذهبي)، وقد ساهم في تحقيق العديد من البطولات المحلية والأفريقية مع النادي الأهلي والمنتخب المصري وسجل العديد من الأهداف، وكان أشهر هدف له في مرمي كانون ياوندي الكاميروني في نهائي الكأس الأفريقية عام 1984. وهو صاحب هدف مصر الوحيد بكأس العالم سنة 1990 في إيطاليا،، ويعد ثالث الهدافين التاريخيين للمنتخب المصري في بطولات كأس العالم بعد عبد الرحمن فوزي، ومحمد صلاح.

## روابط خارجية
- مجدي عبد الغني على موقع الاتحاد الدولي (مؤرشف)  (الإنجليزية)
- مجدي عبد الغني على موقع قاعدة بيانات كرة القدم.إي يو (الإنجليزية)
- مجدي عبد الغني على موقع ناشيونال فوتبول تيمز (الإنجليزية)
- مجدي عبد الغني على موقع Soccerway.com (الإنجليزية)
- مجدي عبد الغني على موقع أوليمبيديا (الإنجليزية)